# Uncieburia rogersi
Uncieburia rogersi é uma espécie de coleóptero da tribo Eburiini (Cerambycinae), com distribuição restrita na Bolívia e Brasil.

## Sistemática
- Ordem Coleoptera
  - Subordem Polyphaga
    - Infraordem Cucujiformia
      - Superfamília Chrysomeloidea
        - Família Cerambycidae
          - Subfamília Cerambycinae
            - Tribo Eburiini
              - Gênero Uncieburia
                - U. rogersi (Bates, 1870)